# Cikarag
Cikarag is een bestuurslaag in het regentschap Garut van de provincie West-Java, Indonesië. Cikarag telt 7002 inwoners (volkstelling 2010).